# Mi'kmaq

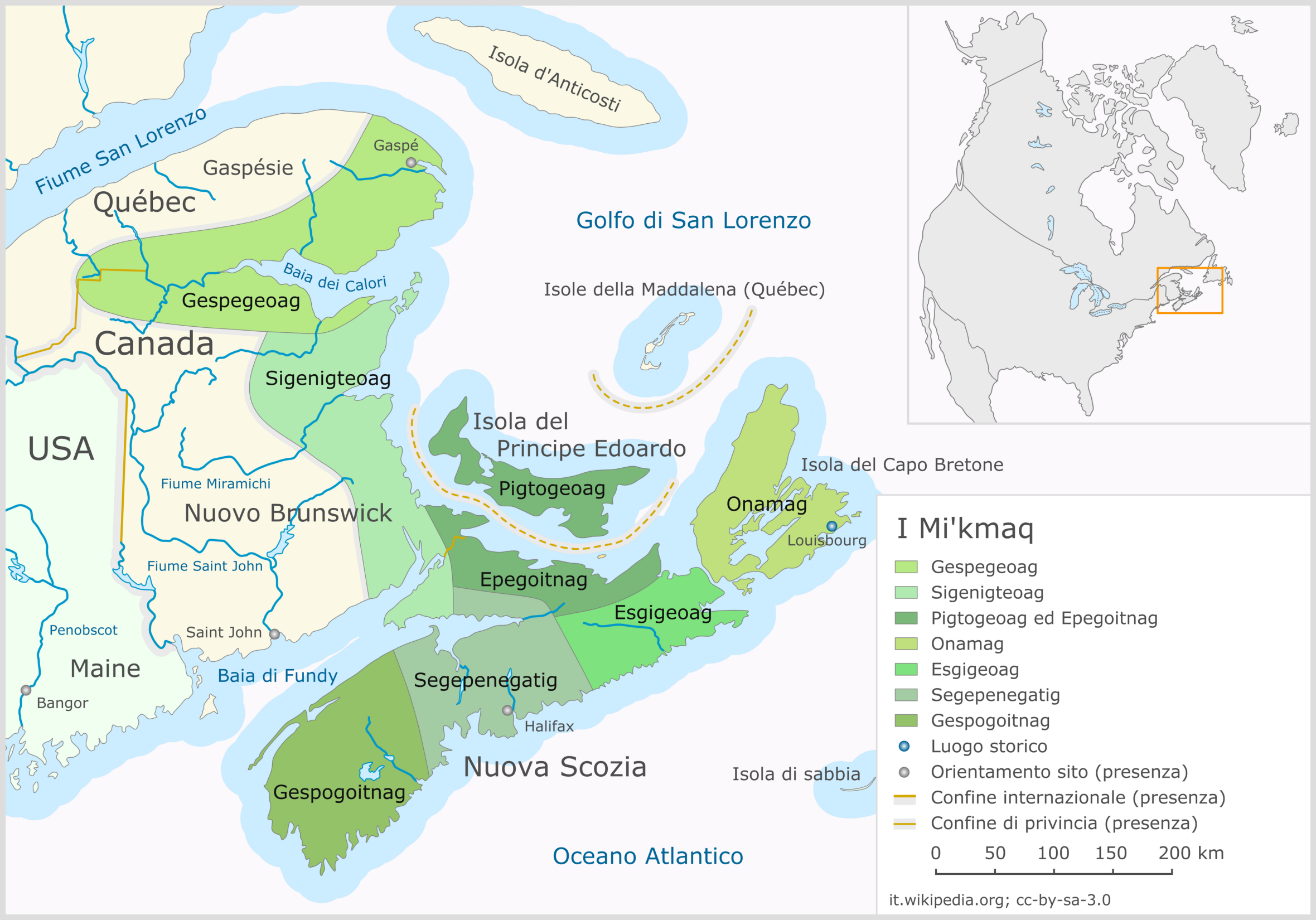
Area di stanziamento dei Mi'kmaq, con la suddivisione in sette distretti.

Bandiera del Gran Consiglio della Nazione Mi'kmaq

I Mi'kmaq (spesso chiamati impropriamente Micmac) sono una popolazione nativa americana, appartenente alle First Nations.
La loro area di stanziamento prende il nome di Mi'kma'ki, e storicamente si estende lungo la fascia orientale della penisola Gaspé (Québec) e le Province marittime (Nuovo Brunswick, Nuova Scozia, Isola del Principe Edoardo).
La nazione conta oggi una popolazione di circa 40.000 individui; dei quali circa un terzo parla ancora il Micmac, una lingua della famiglia linguistica algonchina.

## Il Gran Consiglio
Il "Gran Consiglio" (noto anche come Santé Mawiómi) è stato tradizionalmente l'organo di governo di più alto livello per la nazione Mi'kmaq, finché il Canada adottò l'Indian Act (1876) che richiedeva alle Prime Nazioni di adottare organi di governo elettivi. Dopo tale data, il Gran Consiglio assunse soprattutto una funzione spirituale.
Il Gran Consiglio era formato dai rappresentanti dei sette consigli di distretto del Mi'kma'ki.

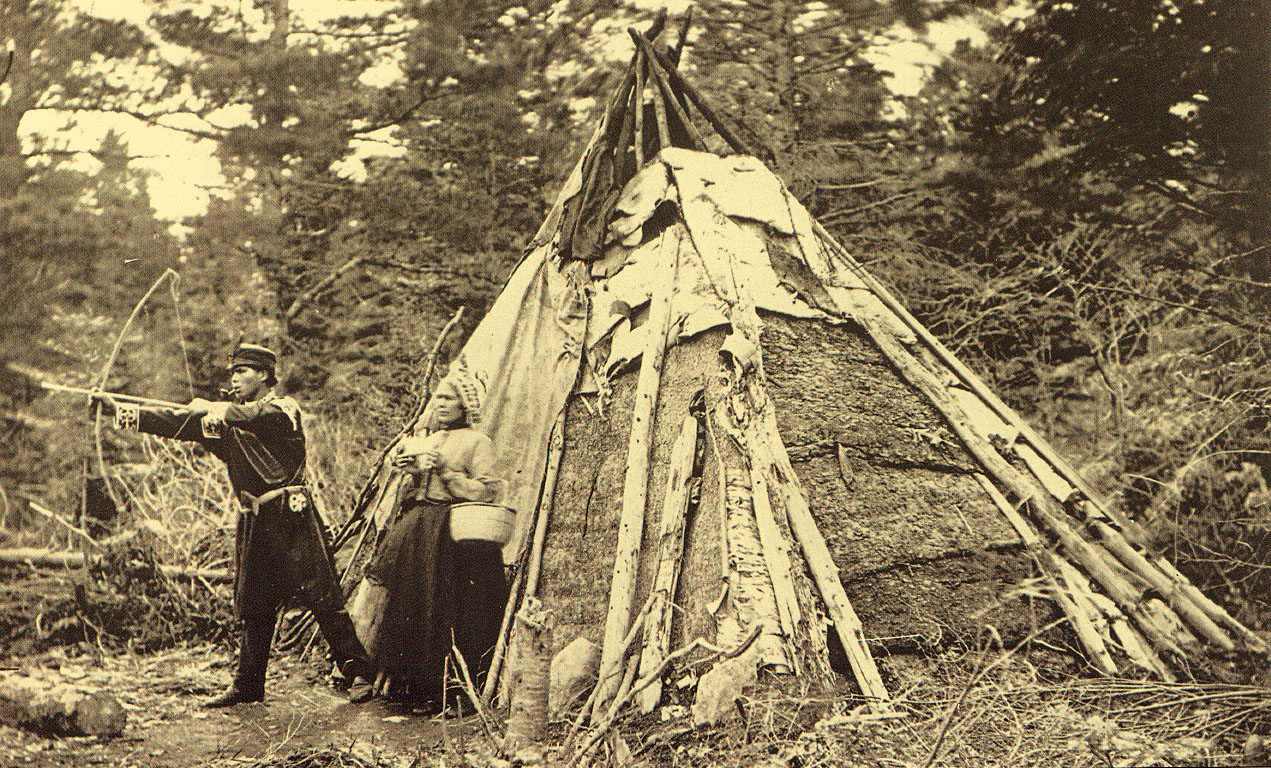
Mi'kmaq (1873)

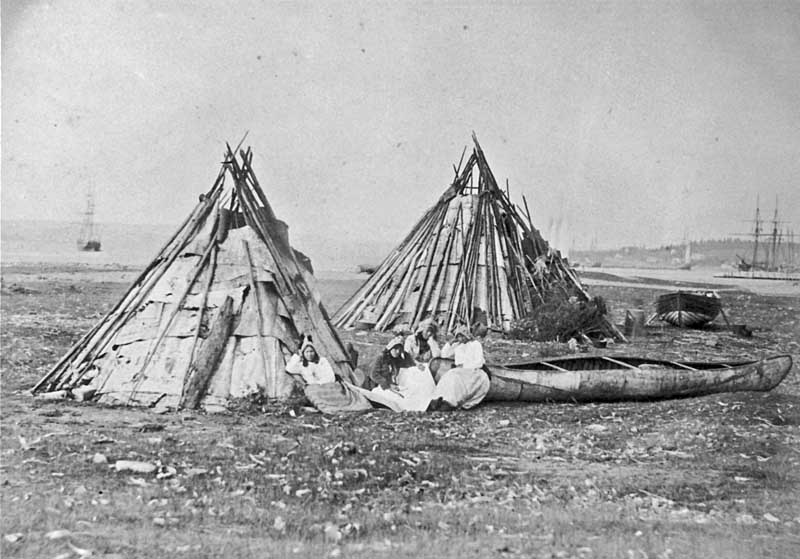
Accampamento Mi'kmaq sull'isola di Cape Breton

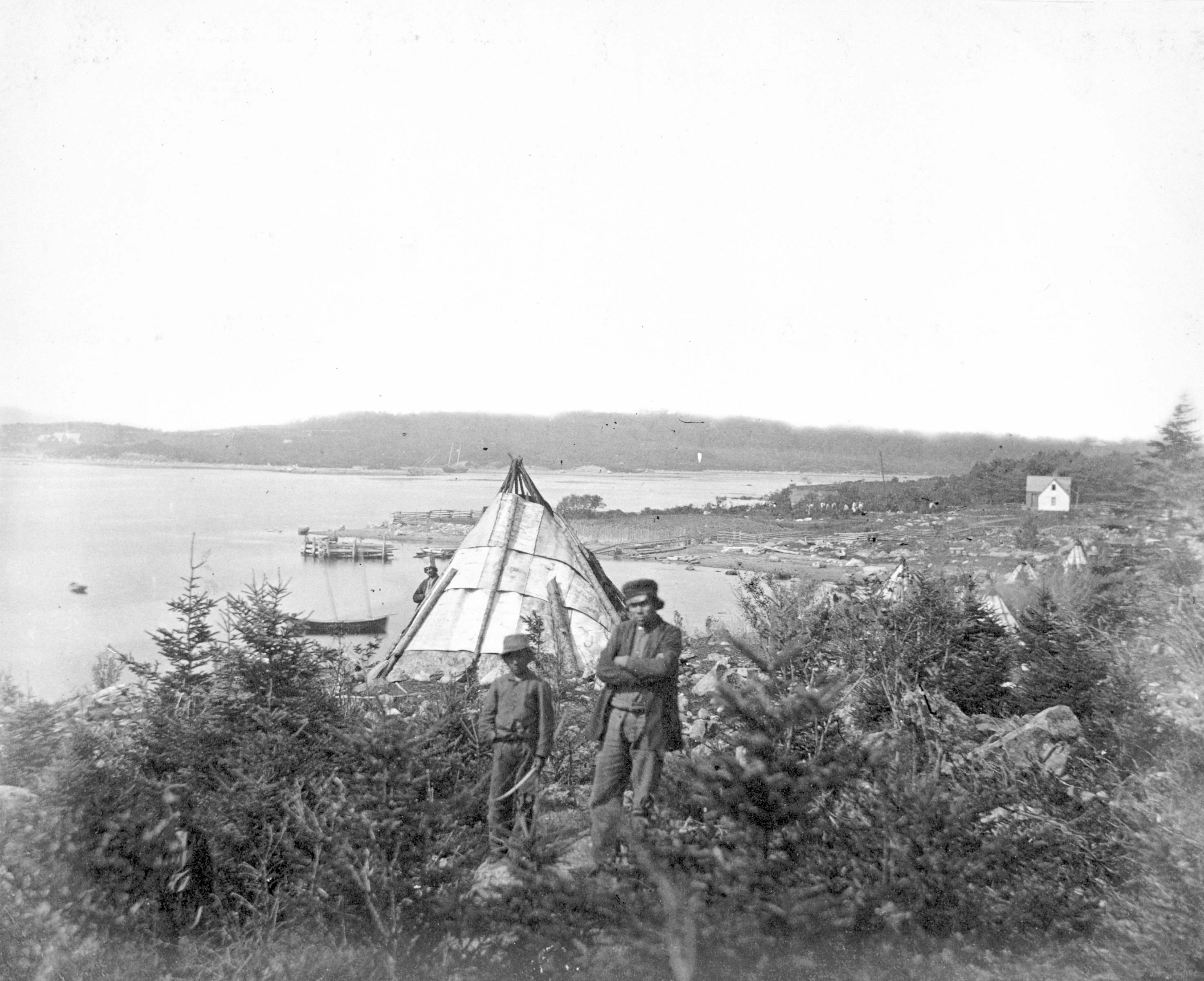
Mi'kmaq a Tufts Cove, Nuova Scozia (c. 1871)

## Abitazioni
I Mi'kmaq vivevano in strutture chiamate Wigwam. Tagliavano giovani piante, solitamente abete rosso, e le disponevano quindi su di un cerchio disegnato sul terreno, curvandoli verso il centro, in modo da formare delle strutture semisferiche o coniche, che poi erano ricoperte di corteccia di betulla. C'erano due differenti tipi di wigwam, quello di dimensioni più ridotte poteva contenere 10-15 persone mentre quello più grande 15-20.

## Religione
Il 24 giugno 1610, il Gran Capo Membertou si convertì al cattolicesimo e venne battezzato.

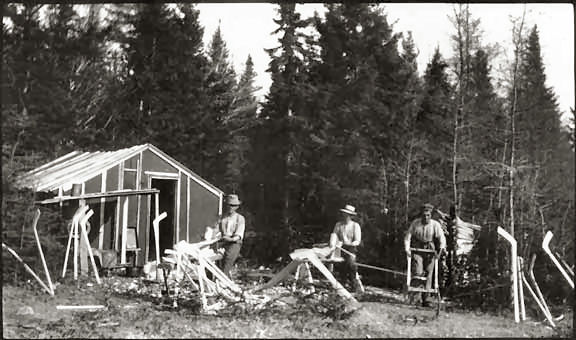
Mi'kmaq che fabbricano bastoni da hockey in Nuova Scozia (c. 1890).

## Bastoni per hockey
La pratica del gioco dell'Hockey su ghiaccio tra i Mi'kmaq appare già in resoconti coloniali del XVIII secolo. Dal XIX secolo, ai Mi'kmaq è stata attribuita l'invenzione del bastone da hockey su ghiaccio. Il bastone da hockey più antico che si conosca venne fabbricato tra il 1852 ed il 1856. Recentemente, è stato valutato 4 milioni di dollari e venduto per 2,2 milioni. Il bastone era stato costruito da Mi'kmaq della Nuova Scozia, in legno di carpino.
Nel 1863, la Starr Manufacturing Company di Dartmouth (Nuova Scozia) iniziò la vendita di bastoni da hockey Micmac in patria ed all'estero. L'hockey divenne uno sport popolare in Canada verso il 1890. Nel corso del primo decennio del XX secolo, i bastoni Micmac erano quelli più venduti in Canada. Dal 1903, a parte l'agricoltura, la principale occupazione dei Mi'kmaq nelle riserve della Nuova Scozia era la produzione dei bastoni da Hockey. I Mi'kmaq continuarono a fabbricare bastoni da hockey fin verso il 1930, quando la produzione venne industrializzata.

## Nella cultura di massa
I Micmac sono menzionati nel romanzo Pet Sematary, di Stephen King, e nei due film da esso tratti: sono i fondatori del cimitero maledetto in cui i cadaveri ivi sepolti si trasformano in diabolici morti viventi. Vengono inoltre citati nel romanzo dello scrittore canadese Mordecai Richler Solomon Gurski è stato qui, e in Venga il tuo regno di William T. Vollmann, secondo volume di un grande progetto narrativo dedicato ai rapporti tra nativi americani e invasori intitolato I sette sogni: un libro di paesaggi nordamericani.
Mi'kmaq sono anche i protagonisti del romanzo Pelle di Corteccia della scrittrice americana di origine canadese Annie Proulx.
Questa popolazione appare nella serie Vikings di Michael Hirst, dopo l'arrivo di Ubbe Ragnarsson nel Vinland, l'attuale Canada.
Un accenno della loro cultura viene dato anche nella serie Netflix Chiamatemi Anna (Anne with an "E") del 2017, attraverso il personaggio della giovane Kakwet, amica di Anna, e la sua famiglia. 
Un personaggio Mi'kmaq appare anche nel film L'orca assassina del 1977.

### Documentari
- Our Lives in Our Hands (Míkmaq: fabbricanti di cesti e coltivatori di patate nel Maine settentrionale, 1986)  Archiviato l'11 maggio 2008 in Internet Archive.
- British Radio Documentary on the Mi'k Maq Community at Millbrook nr Truro Recorded by Terry Mechan June 2012